# Малоротая палия
Малоротая палия (лат. Salvelinus elgyticus) — редкий вид лучепёрых рыб рода гольцов (Salvelinus), семейства лососёвых (Salmonidae). Впервые описан в 1981 году ихтиологами Викторовским и Глубоковским.

## Описание
Рыба сравнительно небольшого размера: максимальная длина — до 23,8 см, вес — до 114 г. Чешуя тёмная, со светлыми пятнами.
Обитает на глубине 40—80 м (реже до 140 м), также встречается на прибрежных отмелях.

## Размножение
Нерест проходит в конце августа — начале сентября. Самки нерестятся раз в 2—3 года, самцы — каждый год. Плодовитость — до 700 икринок. Размножение проходит в течение 7—10 дней.

## Питание
Питается зоопланктоном.

## Распространение, численность
Эндемик России; обитает в озере Эльгыгытгын (Чукотский автономный округ), за его пределами неизвестна.
Хотя численность особей сравнительно высока, вид внесён в Красную книгу России. Природоохранных мер не предпринимается.